# Viktor Berthold
Viktor Berthold (1921 – 28. februar 2009 Letland) var en af det sidste personer med livisk som modersmål. Livisk tales dog stadig som andet sprog af omtrent 20 mennesker. Med hans død kom det liviske sprog tættere på at være uddødt, men sproget er beskyttet ved lettisk lov. Livisk kultur er også stærkt beskyttet. De fleste livere bor på den liviske kyst i nord Kurland.